# ラクチカゼイバチルス・カゼイ・シロタ株
ラクチカゼイバチルス・カゼイ・シロタ株（ラクチカゼイバチルス・カゼイ・シロタかぶ、Lacticaseibacillus casei strain shirota、L.カゼイ YIT 9029）は、乳酸菌の一種であるラクトバチルス属カゼイの株の一つである。
1967年までは「Lactobacillus acidophilus シロタ株」を称していたが、その後「Lactobacillus casei シロタ株」と改められた。ただし、現在の分類では「Lactobacillus casei」ではなく、厳密には近縁な「Lactobacillus paracasei」に所属する見解がある。2020年には属分類の再評価がなされ、Lacticaseibacillus caseiに分類しなおされた。

## 概要
酸素があっても無くても増殖することができる通気嫌気性菌の一つでもある。別名「ヤクルト菌」や「LCS」と呼ばれる。広告などでは“ラクトバチルス”と“カゼイ”を省略した「L.カゼイ・シロタ株」や「乳酸菌 シロタ株」とも呼ばれ、一般にはこちらの呼称が浸透している。
耐酸性であることから、胃液や胆汁中でもほとんど死滅することなく、最終的に排便まで生き続けられる。そのため、経口摂取しても生きたまま腸に届く（主に小腸で働く）。
「ヤクルト菌」の名の通り、乳酸菌飲料「ヤクルト」をはじめとしたヤクルト本社が製造販売する、保健機能食品（特定保健用食品）の認可を受けた乳製品（ジョア・ソフール・ピュアラ・プレティオなど）には主成分としてこの株が必ず含有されている（ミルミル、ビフィーネ・ビフィアなどビフィズス菌を主成分とする製品を除く）。
ちなみに、「ヤクルト400」や「Yakult1000」などヤクルト製品の末尾に付されている数字（「ヤクルト80Ace」などを除く）は、その製品に含有されている、この株の億単位での個数のことである（例えば「ヤクルト400」は400億個の株が含有されていることを意味する。ただし「Y1000」の1100億個のような例外もある）。また、現行の「Newヤクルト」（通常のヤクルト）には容器に「200」と大書きされており、200億個の株が含有されていることを示している。

## 歴史
1930年（昭和5年）、医学博士代田稔（しろたみのる、後のヤクルト創始者）が、京都帝国大学（現 京都大学）医学部微生物学教室にて、強い酸性培地で乳酸菌を培養し、さらに耐酸性の高い株を選抜した結果得られた。その結果「ラクトバチルス・アシドフィルス・シロタ株」と命名された。